# مالين هارتيليوس
مالين هارتيليوس ولدت يوم 1 سبتمبر 1966 في مدينة مالمو في السويد وهي سوبرانو سويدية تؤدي عروضها بانتظام مع قادة الفرق الموسيقية مثل نيكولاس هارنونكورت ، تون كوبمان ، ريكاردو تشايلي ، السير جون إليوت جاردينر ، بيتر شراير ، هربرت بلومستيدت ، وفرانس بروغن . لقد كانت عضو في فرق أوركسترا مثل أوركسترا أوسلو الفيلهارمونية ، وأوركسترا تونهالي زيوريخ ، وأوركسترا سان فرانسيسكو السيمفونية ، وكونسينتوس ميوزيكوس فيينا .